# 曼荼羅
曼荼羅（マンダラ、梵語：मण्डल maṇḍala、チベット語：དཀྱིལ་འཁོར་（キンコル, dkyil 'khor））とは、密教の経典に基づいて主尊を中心に諸仏諸尊の集会する楼閣を模式的に示した図像。
密教経典は曼荼羅を説き、その思想を曼荼羅の構造によって表し、その種類は数百にのぼる。古代インドに起源をもち、中央アジア、日本、中国、朝鮮半島、東南アジア諸国などへ伝わった。21世紀に至っても、密教の伝統が生きて伝存するチベット、ネパール、日本などでは盛んに制作されている。漢字による表記のバリエーションとして「漫荼羅」や「曼拏羅」、「曼陀羅」等があるが、日本の重要文化財等の指定名称は「曼荼羅」に統一されており、ここでも「曼荼羅」と表記する。
日本では、密教の経典・儀軌に基づかない、神仏が集会(しゅうえ)する図像や文字列にも、曼荼羅の呼称を冠する派生的な用法が生じた。またチベットでは、須弥山を中心とする全世界を十方三世の諸仏に捧げる供養の一種を「曼荼羅供養」と称し、この供養に用いる金銅製の法具や、この法具を代替する印契に対しても、「曼荼羅」の呼称が使用されている。

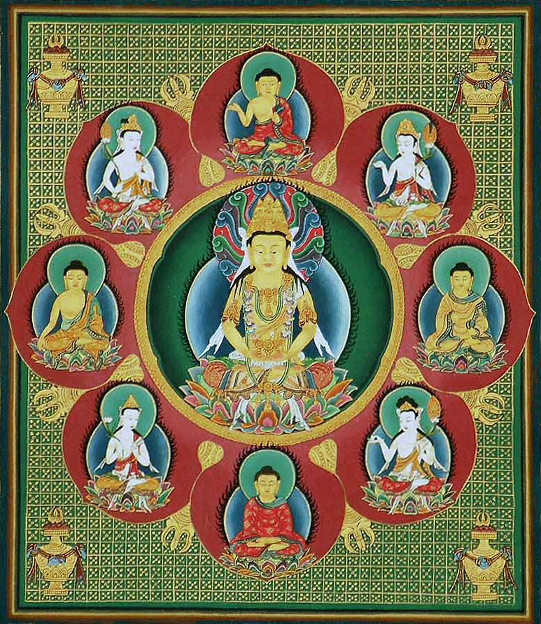
胎蔵曼荼羅中央部の中台八葉院
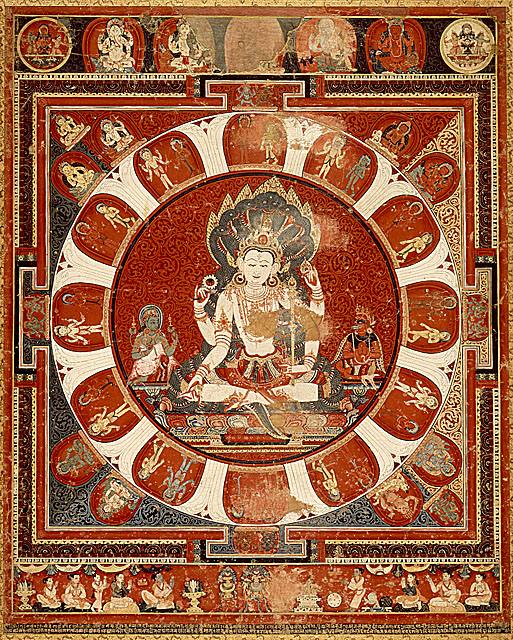
ヴィシュヌ神の曼荼羅
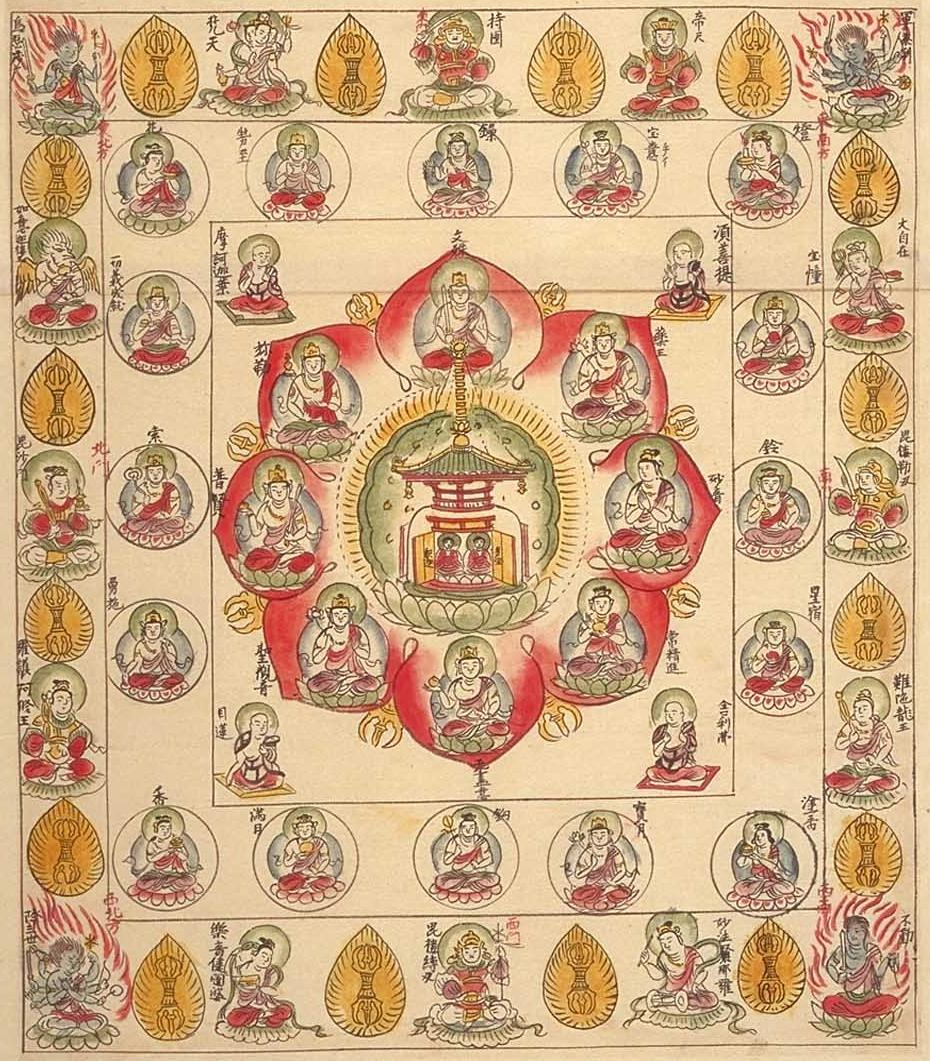
文字曼荼羅（法華曼荼羅）
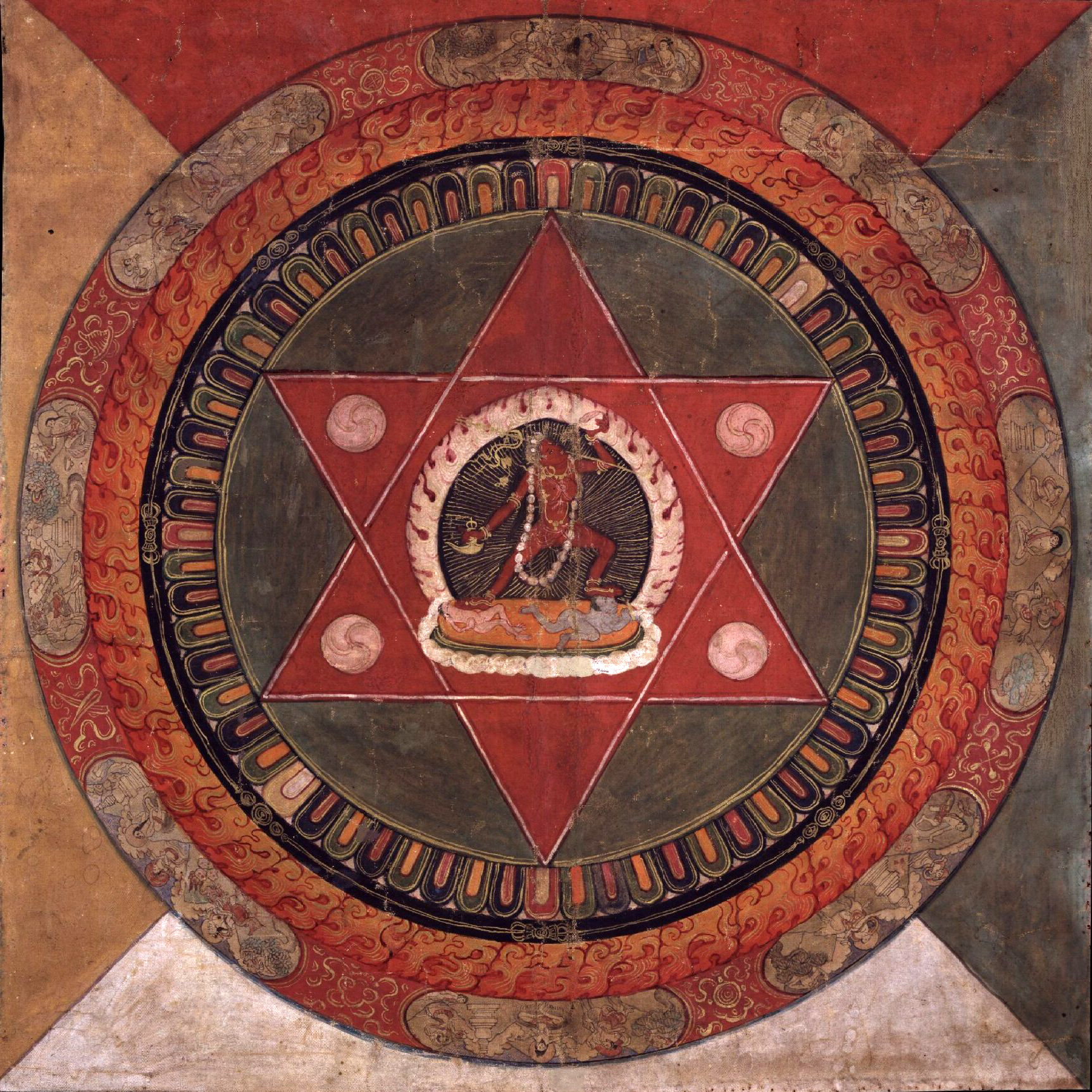
金剛瑜伽女の曼荼羅（チベット仏教)

## 語源
「曼荼羅」は、サンスクリット語 मण्डलの音を漢字で表したもの（音訳）で、漢字自体には意味はない。なお、मण्डल には形容詞で「丸い」という意味があり、円は完全・円満などの意味があることから、これが語源とされる。中国では円満具足とも言われる事がある。
インドでは諸神を招く時、土壇上に円形または方形の魔方陣、マンダラを色砂で描いて秘術を行う。色砂で土壇上に描くため、古い物は残っていないが、チベット仏教などでは今でも修行の一環として儀式、祭礼を行う時に描かれる。

## 種類（形態）

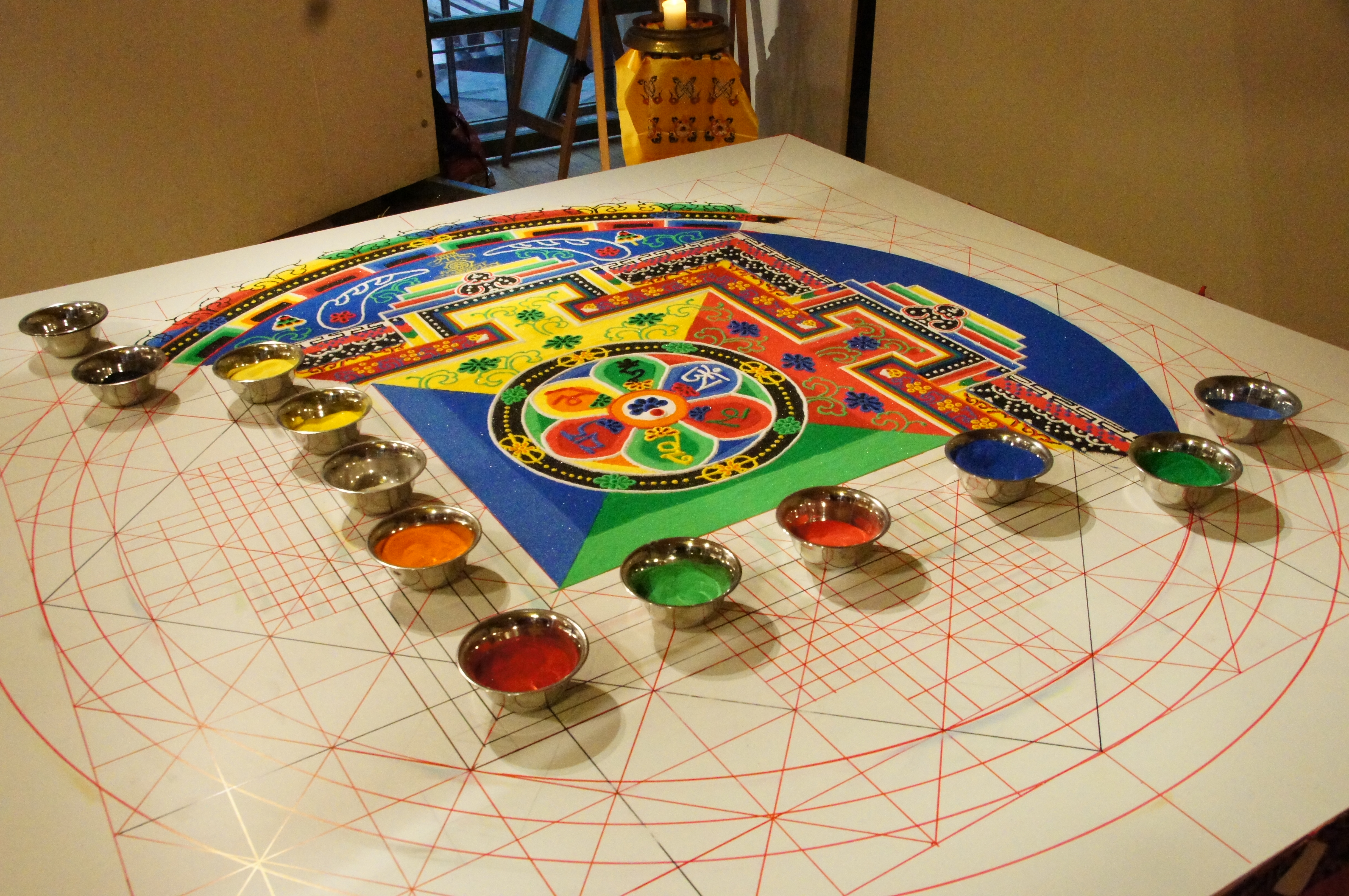
制作中の砂曼荼羅

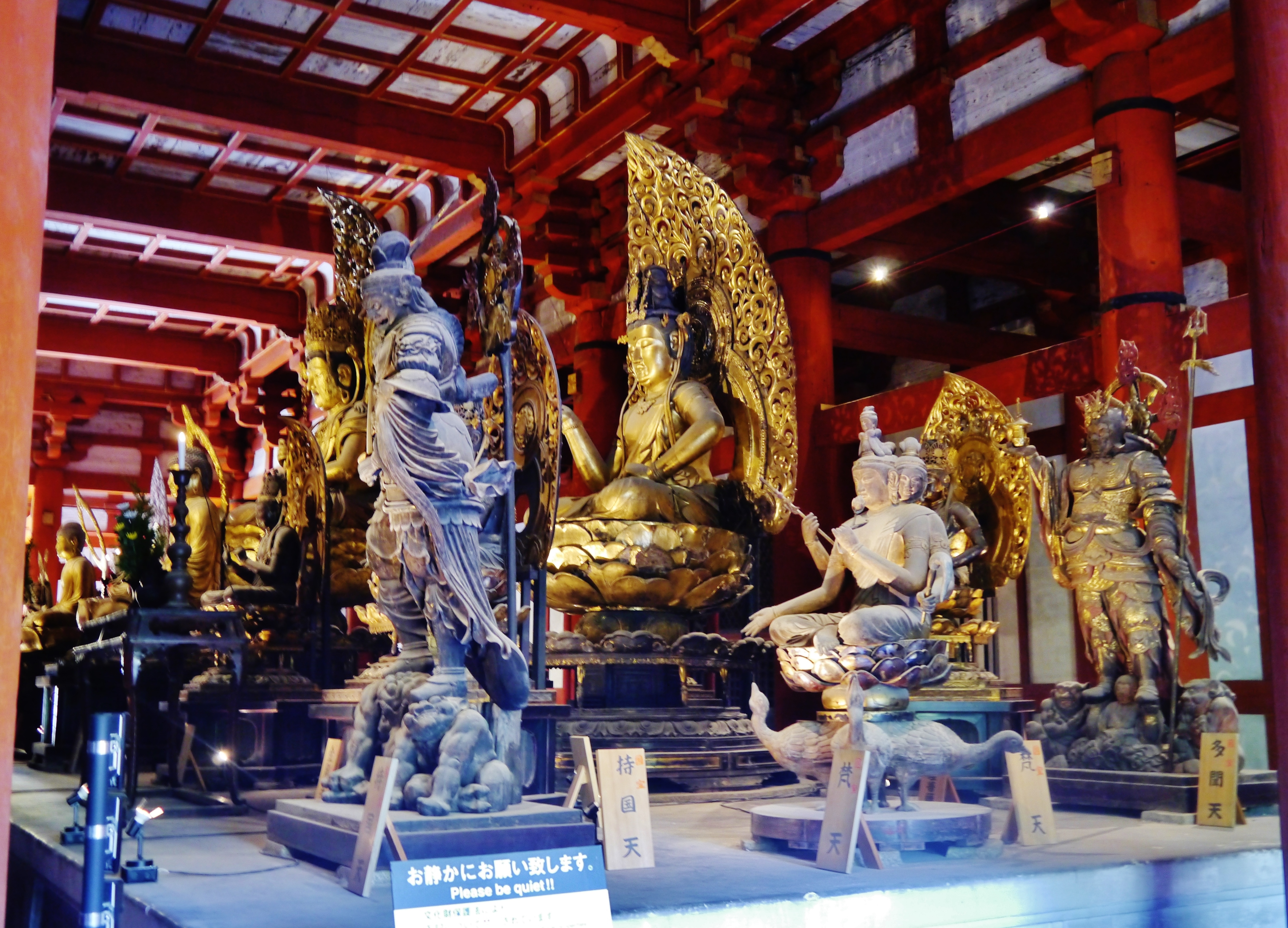
東寺・講堂の立体曼荼羅

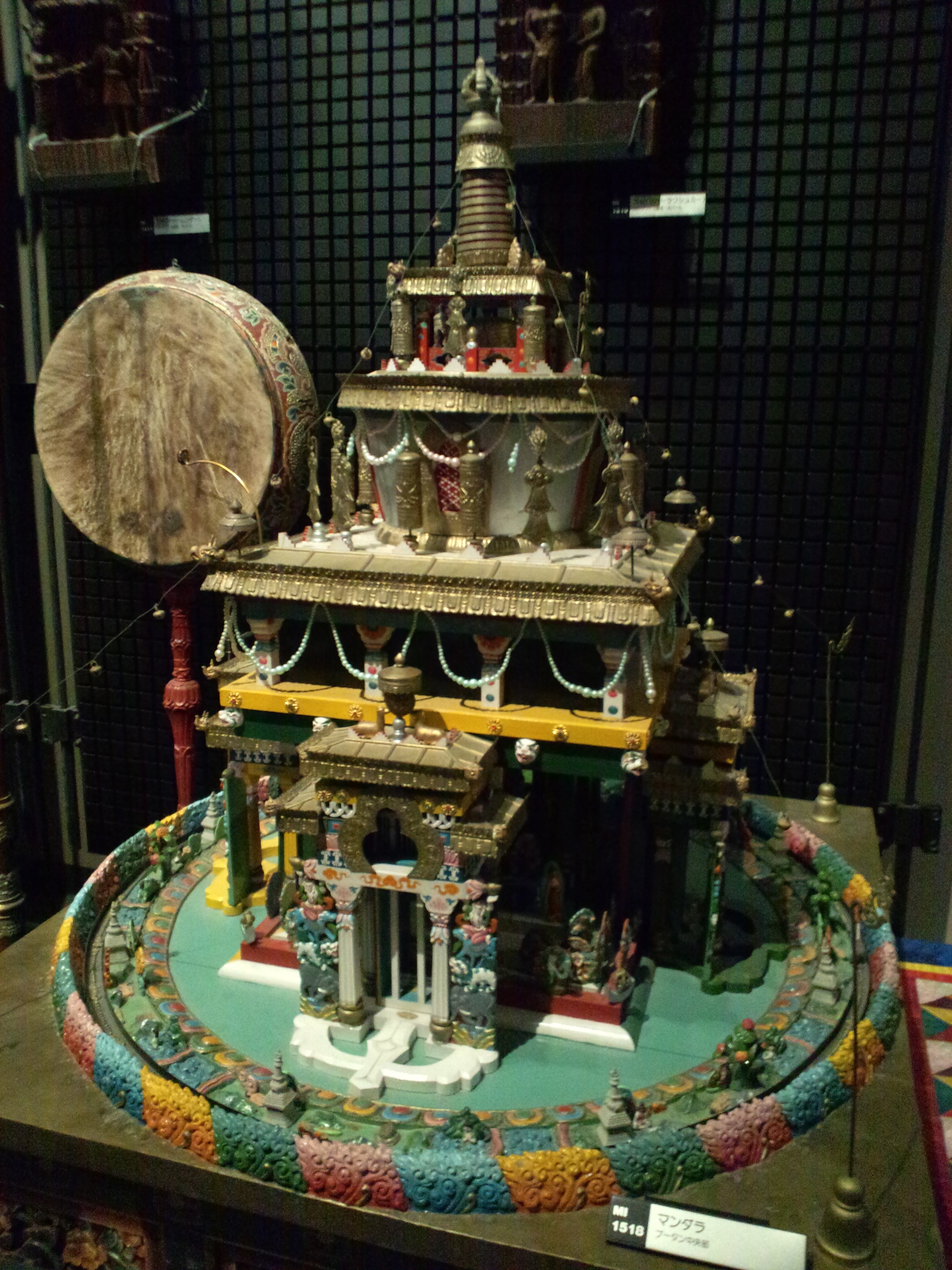
ブータンの立体曼荼羅　国立民族学博物館蔵

本節では東密における曼荼羅とチベット仏教における曼荼羅を扱う。
曼荼羅はその形態、用途などによってさまざまな分類があるが、まず以下の2形態に大別される。
1. 密教経典に基づき、主尊を中心に諸仏諸尊の集会(しゅうえ)する楼閣を模式的に示したもの[1]
2. 金銅製の法具「供養曼荼羅」。日本密教およびネパール密教では使用されない、チベット密教独自の法具。

１に属するものは、材質面からは、以下のような形態に分類される。
- 紙や絹布、寺院などの壁面に顔料を用いて描いたもの[3]
- 砂曼荼羅：壇を作り、その壇上に、宝石などを砕いたり、彩色した様々な色彩の砂を用いて描いたもの[4]
- 立体曼荼羅：諸尊や楼閣を、鋳物や塑像で造立し、曼荼羅の形式に配列したもの[4]。日本密教では、この形態を 羯磨曼荼羅（かつままんだら）と称する。京都・東寺講堂に安置される、大日如来を中心としたの21体の群像は、空海の構想によるもので、「羯磨曼荼羅」の一種と見なされている。「羯磨」とはサンスクリット語で「働き、作用」という意味で、チベット仏教では羯磨曼荼羅（かつままんだら)は、日本密教における金剛界曼荼羅九会の供養会に相当するものに対する呼称として使用される[5]。

また、主尊と眷属たちの形態の描写方法からは、次のように区分される。
- 大曼荼羅（身曼荼羅） － 経典の主尊をはじめとする諸仏の像を、色・姿・形をとった絵画として表現したもの[6]。
- 三昧耶曼荼羅（さまやまんだら、さんまや－、心曼荼羅） － 諸仏の姿を直接描く代わりに、各尊を表す象徴物（シンボル）で表したもの。諸仏の代わりに、金剛杵、蓮華、剣、鈴などの器物が描かれている[7]。これらの器物を「三昧耶形」（さまやぎょう）と言い、各尊の悟りや働きを示すシンボルである。
- 法曼荼羅（語曼荼羅） － 諸仏の姿を直接描く代わりに、1つの仏を1つの文字（サンスクリット文字、梵字またはチベット文字）で象徴的に表したもの[8]。仏を表す文字を仏教では種子（しゅじ、あるいは「種字」とも）と言うことから、「種子曼荼羅」とも言う。

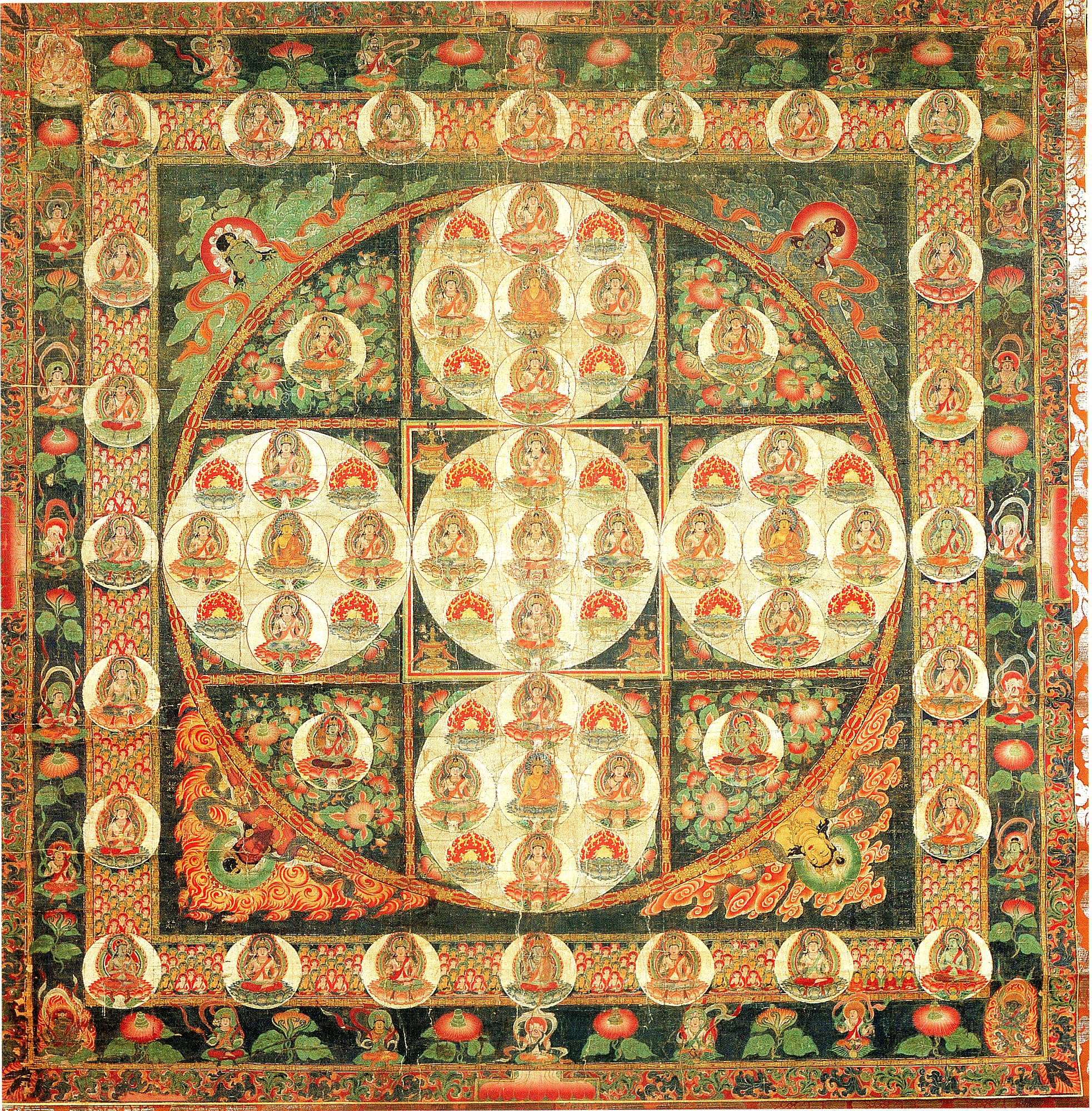
大曼荼羅　「金剛界八十一尊曼荼羅」
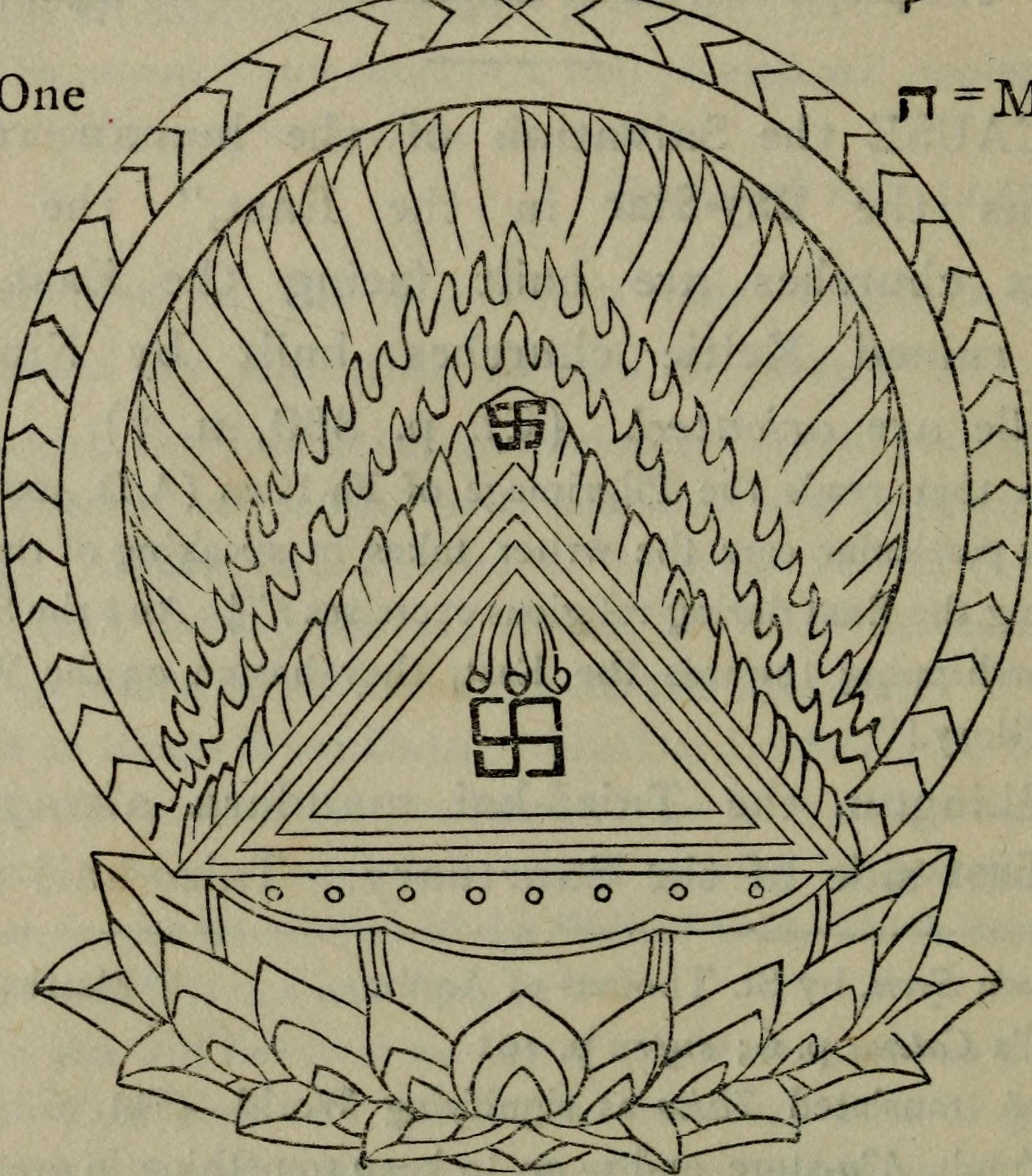
三昧耶曼荼羅
法曼荼羅　「種字阿弥陀三尊像」（一部）

2の「供養曼荼羅」は、チベット仏教および仏教化したチベットの固有宗教ボン教に置いて「曼荼羅供養」の際に用いられる法具で、円形の銅盆１と大小の銅輪３、「勝幡」１より構成される。
なお、チベット仏教においては立体曼荼羅は2種類に分けられる。すなわち、「自性マンダラ」と「羯磨マンダラ」である。前者は瞑想によって虚空に観想したマンダラであり、ルーラキンコル（蔵: blos bslaṅ dkyil ḥkhor、智慧で立体化したマンダラ）、後者は鋳物や塑像によって実際に制作された（羯磨）マンダラであり、ランスクキンコル（蔵: laṅs gzugs dkyil ḥkhor、立体的な姿のマンダラ）と呼ばれる。これらは上述の通り、いずれも砂曼荼羅（ドゥルツンキンコル、蔵: rdul tshon dkyil ḥkhor）や布に描かれた曼荼羅（レーティーキンコル、蔵: ras bris dkyil ḥkhor）とは区別される。

## 種類（用途）
宗教的実践（灌頂、成就法の修習）からは、次のように分類される。
1. 創作されたもの
  (１)砂曼荼羅：→前節を参照
  (２)絵画の曼荼羅：→前節を参照
2. 禅定により生起されたもの:成就法を実践するに際して、観想のうえで生起したもの。楼閣と、その各所に布置された本尊・諸尊という形式をとる場合が多い。
3. 身体曼荼羅：２のうち、とくに行者自身の身体の各部位を曼荼羅の諸尊そのものとして生起したもの

１は、灌頂の際に使用される。
２および３は、密教行者が成就法各種を実践する際に観想のうえで生起される。曼荼羅の主尊と行者が一体となる行法の舞台となる。
立体曼荼羅は、初心の行者が２を生起する際の参考資料にはなるが、灌頂の儀式や成就法の実践には使用されない。

## 種類（内容）
インド密教の歴史は、5・6世紀を萌芽期とし、13世紀初頭のインド仏教滅亡までの約800年間にわたり、さらに初期密教・中期密教・後期密教の３期に区分される。

初期密教：密教がインドに現れてから、『大日経』、『金剛頂経』などの、組織的な密教が成立するまでの時期。

中期密教：７世紀。初期密教の完成形として『大日経』、のちに後期密教に発展していく『金剛頂経』などが登場する時期。

後期密教：８世以降。『金剛頂経』系の密教が発展していく。

### 初期密教の経典と曼荼羅
この時期の経典を、日本密教では「雑密経典」、チベット密教では「所作タントラ」に分類する。本尊となる尊格や中心的テーマにしたがって文殊・観音・金剛手・不動・ターラー・仏頂、総・雑部陀羅尼などに分類される。これらの経典にもとづく曼荼羅では、日本でもなじみの深い仏たちが整然と描かれている。

### 中期密教の経典と曼荼羅
この時期の経典を、日本密教では「純密経典」、チベット密教では「行タントラ」および「瑜伽タントラ」に分類する。
胎蔵曼荼羅を説く『大日経』系の密教が、行タントラに相当する。根本タントラとして『大日経』が位置付けられ、『金剛手灌頂タントラ』や『三三摩耶荘厳タントラ』などが含まれる。チベット仏教の胎蔵曼荼羅が、『大日経』の所説により忠実に描かれているのに対し、日本密教では、独自のアレンジの度合いが大きい。
金剛界曼荼羅を説く『金剛頂経』、『理趣経』系の密教が、瑜伽タントラに相当する。『金剛頂経』は、十八会十万頌といわれる膨大な密教経典の総称をいうが、このうちの「初会(しょえ, 第一部)」のみを指す用法もある。二十八種の曼荼羅を説く。日本密教の「金剛界曼荼羅」は、『金剛頂経』の「金剛会品」の曼荼羅6種、「降三世品」の曼荼羅2種に、『理趣経』の曼荼羅を付け加えて「九会(くえ)」としたものである。

### 後期密教の経典と曼荼羅
『金剛頂経』以後に成立した後期密教の経典群は、チベット仏教では「無上瑜伽タントラ」として最上位の評価を付されているが、日本には一部を除き伝来していない。チベットでは、さらにこれを「父タントラ(方便タントラ)」(ぶ- )、「母タントラ（般若タントラ）」(も- )、「不二タントラ（方便般若不二タントラ）」(ふに- )に分類する。日本密教では胎蔵・金剛界の両部を不二とするが、チベットでは無上瑜伽に父(方便)と母(般若,智慧)をたて、これを不二とする。
父タントラ(方便タントラ)は、『秘密集会タントラ』(グヒヤサマージャ・タントラ)を根本タントラとする部類と、ヤマーンタカの部類に分けられる。父タントラを代表する曼荼羅には、『秘密集会』の阿閦金剛三十二尊曼荼羅、ヤマーンタカ類のうち、ヴァジュラバイラヴァ十三尊曼荼羅がある。
母タントラ(般若タントラ)は、へーヴァジュラ類、ダンヴァラ類、デムチョク・アーラリ類、サマーヨーガ類などに分類される。曼荼羅は、ヘーヴァジュラ九尊曼荼羅、サンヴァラ六十二尊曼荼羅などが名高い。
不二タントラ(方便般若不二タントラ)には、『文殊師利真実名経』(もんじゅしりしんじつみょうきょう)と『時輪タントラ』(カーラチャクラ・タントラ)が含まれる。

### 日本密教独自の分類
日本では、根本となる両界曼荼羅と、別尊曼荼羅とに大別されている。
- 両界曼荼羅 － 「両部曼荼羅」とも言い、「金剛界曼荼羅」「大悲胎蔵曼荼羅」という2種類の曼荼羅から成る。「金剛界曼荼羅」は「金剛頂経」、「大悲胎蔵曼荼羅」は「大日経」という、日本密教では根本経典として扱われる経典に基づいて造形されたもので、2つの曼荼羅とも、日本密教の根本尊である大日如来を中心に、多くの尊像を一定の秩序のもとに配置している。密教の世界観を象徴的に表したものである。なお、詳細は「両界曼荼羅」の項を参照。
- 別尊曼荼羅 － 両界曼荼羅とは異なり、大日如来以外の尊像が中心になった曼荼羅で、国家鎮護、病気平癒など、特定の目的のための修法の本尊として用いられるものである。修法の目的は通常、増益（ぞうやく）、息災、敬愛（けいあい、きょうあい）、調伏の4種に分けられる。増益は長寿、健康など、良いことが続くことを祈るもの、息災は、病気、天災などの災いを除きしずめるように祈るもの、敬愛は、夫婦和合などを祈るもの、調伏は怨敵撃退などを祈るものである。仏眼曼荼羅、一字金輪曼荼羅、尊勝曼荼羅、法華曼荼羅、宝楼閣曼荼羅、仁王経曼荼羅などがある。

### チベットにおける分類
チベット密教では、日本密教のように、大日経の胎蔵曼荼羅と、金剛頂経の金剛界系の各種曼荼羅が、突出して重んじられるようなことはない。

#### サルマ派３派（サキャ・カギュ・ゲルク）
チベット仏教の４大宗派うち、ニンマ派をのぞく３派(サキャ・カギュ・ゲルク=サルマ派)は、プトン・リンチェンドゥプの所説にもとづき、密教の経典（=タントラ）を四分する。
1. 所作タントラ
2. 行タントラ
3. 瑜伽タントラ
4. 無上瑜伽タントラ

#### ニンマ派
ニンマ派では、寂静・忿怒百尊曼荼羅が代表的である。寂静42尊と忿怒58尊から成り、両者で一対とされる。
ニンマ派に特徴的な埋蔵経典を集成した『埋蔵宝典(リンチェン・テルズー)』には、埋蔵経典に解かれた曼荼羅327点が収録されている。

## 密教曼荼羅以外の神仏の集会(しゅうえ)図の呼称
日本では、以下のような、密教の経典・儀軌に基づく曼荼羅以外の、神仏が集会(しゅうえ)する図像や文字列にも、曼荼羅の呼称を冠して使用する派生的な用法がある。
- 法華曼荼羅-法華経の世界を図や梵字、漢字などで表したもの。天台宗、真言宗などで用いられる。真言八祖の不空金剛の著作である、成就妙法蓮華経王瑜伽観智儀軌に基づく。

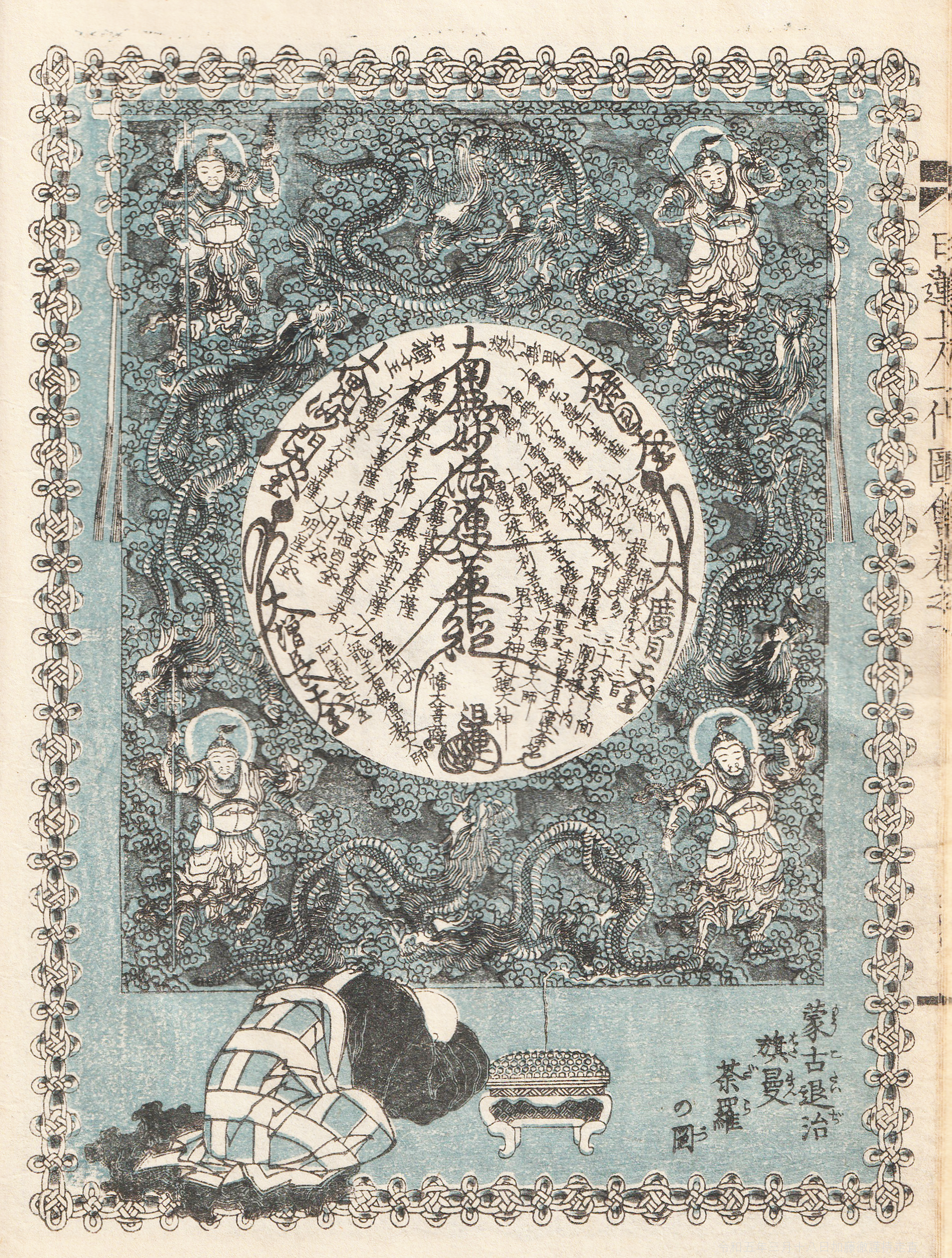
「蒙古退治旗曼荼羅の図」葛飾為斎・画

- 大曼荼羅- 日蓮の発案したもので、題目の周囲に漢字と梵字で釈迦や多宝如来などの仏・菩薩、仏弟子、中国天台宗の先師賢哲、インド・中国・日本の神々などの名号を配置したもの。また中央の題字から長く延びた線が引かれる特徴から髭曼荼羅とも呼ばれる。日蓮を宗祖と仰ぐ諸宗派で本尊として用いられる。

- 浄土曼荼羅 － 浄土（清らかな国土）とは、それぞれの仏が住している聖域、理想的な国土のことで、弥勒仏の浄土、薬師如来の浄土などがあるが、単に「浄土」と言った場合は、阿弥陀如来の西方極楽浄土を指すことが多い。浄土曼荼羅とは、「観無量寿経」などの経典に説く阿弥陀浄土のイメージを具体的に表現したものである。この種の作品を中国では「浄土変相図」と称するのに対し、日本では曼荼羅と称している。日本の浄土曼荼羅には図柄、内容などから大きく分けて智光曼荼羅、当麻曼荼羅、清海曼荼羅の3種があり、これらを浄土三曼荼羅と称している。
- 垂迹曼荼羅 － 日本の神道の神々は、仏教の諸仏が「仮に姿を変えて現れたもの」だとする思想を本地垂迹説という。この場合、神の本体である仏のことを「本地仏」と言い、本地仏が神の姿で現れたものを「垂迹神」と言う。特定の神社の祭神を本地仏または垂迹神として曼荼羅風に表現したものを垂迹曼荼羅と言う。これにも多くの種類があり、本地仏のみを表現したもの、垂迹神のみを表現したもの、両者がともに登場するものなどがある。代表的なものに熊野曼荼羅、春日曼荼羅、日吉山王曼荼羅などがある。それぞれ、和歌山県の熊野三山、奈良の春日大社、比叡山の鎮守の日吉大社の祭神を並べて描いたものである。
- 宮曼荼羅 － 本地仏や垂迹神を描かず、神社境内の風景を俯瞰的に描いた作品にも「曼荼羅」と呼ばれているものがある。これは神社の境内を聖域、浄土として表したものと考えられる。この他、仏教系、神道系を問わず、「曼荼羅」と称される絵画作品には多くの種類がある。

チベットでは、「密教の経典・儀軌に基づく曼荼羅」ではない仏菩薩・歴代の論師・宗祖が集会（しゅうえ）するツォクシン(ཚོགས་ཤིན། ཚོགས་ཞིང་།)というタイプの仏画がある。仏陀から根本ラマ(རྩ་བའི་བླ་མ་)に至る師資相承の系譜を図示したもので、三世の諸仏・守護神(イダム)・護法神(チューキョン)などがこれを囲繞する。六加行法の第4次第「聖衆の世界の観想」(ཚོགས་ཞིང་གསལ་བདབ་པ་�)に置いて使用される。

## 曼荼羅供養の法具としての「曼荼羅」
チベット仏教における供養の一種に「曼荼羅供養」があり、この供養に用いられる金銅製の法具も「曼荼羅」と称する。
この供養では、この法具「供養曼荼羅」（もしくはこれを代用する印契）を用いて、十方三世の諸仏に捧げる供物とする。
供養曼荼羅は、銅の盆と数センチ幅の直系の異なる銅輪３、左記の銅盆上に銅輪３組を用いて盛り付けるための「宝石」（または「洗米」）、頂上におく「勝利の幡」から構成され、須弥山を中心とする全世界を象徴する。